# 明治ブルガリアヨーグルト

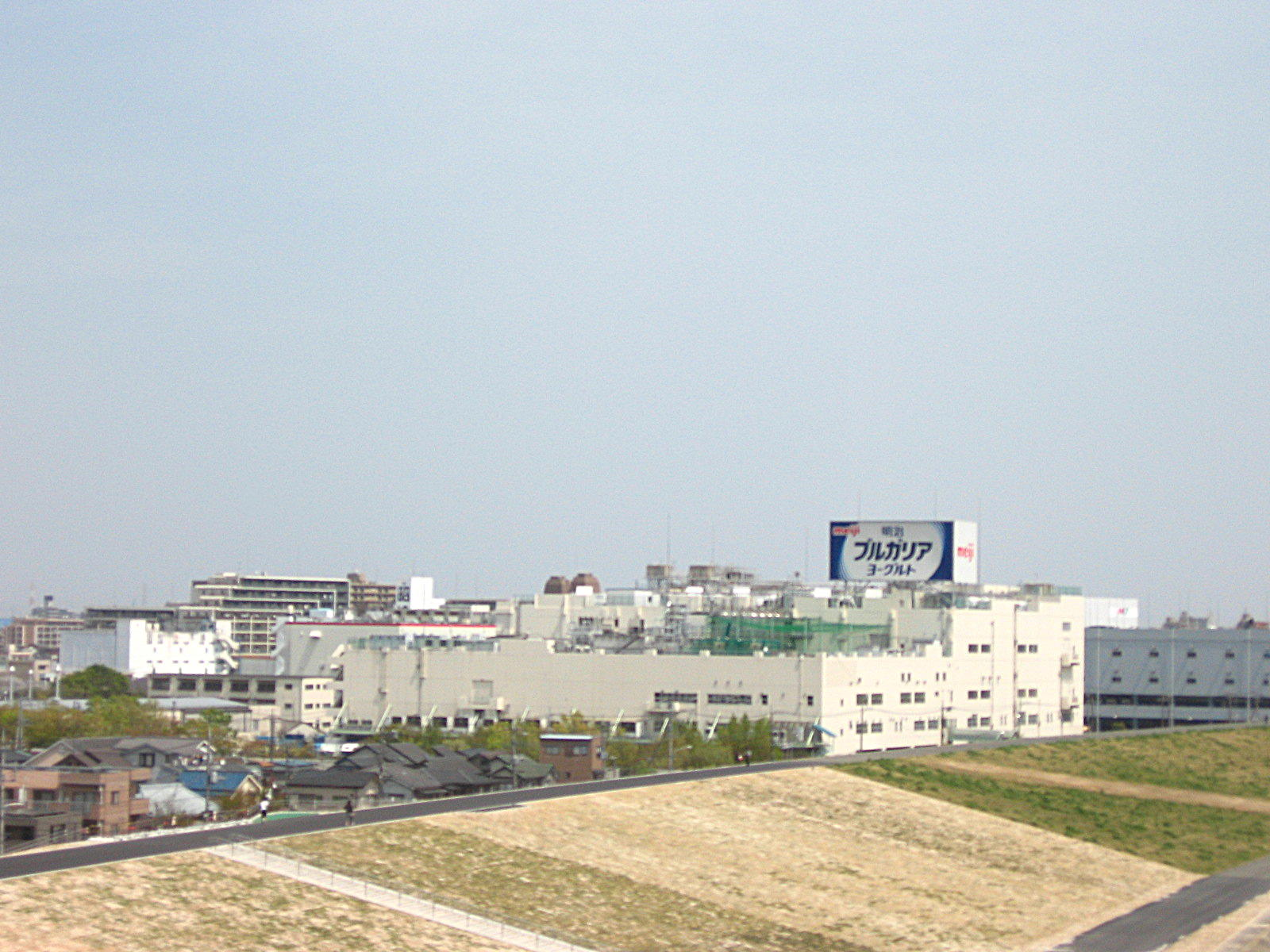
明治ブルガリアヨーグルトの製造工場であり、ロゴ看板がある戸田工場（埼玉県戸田市）。

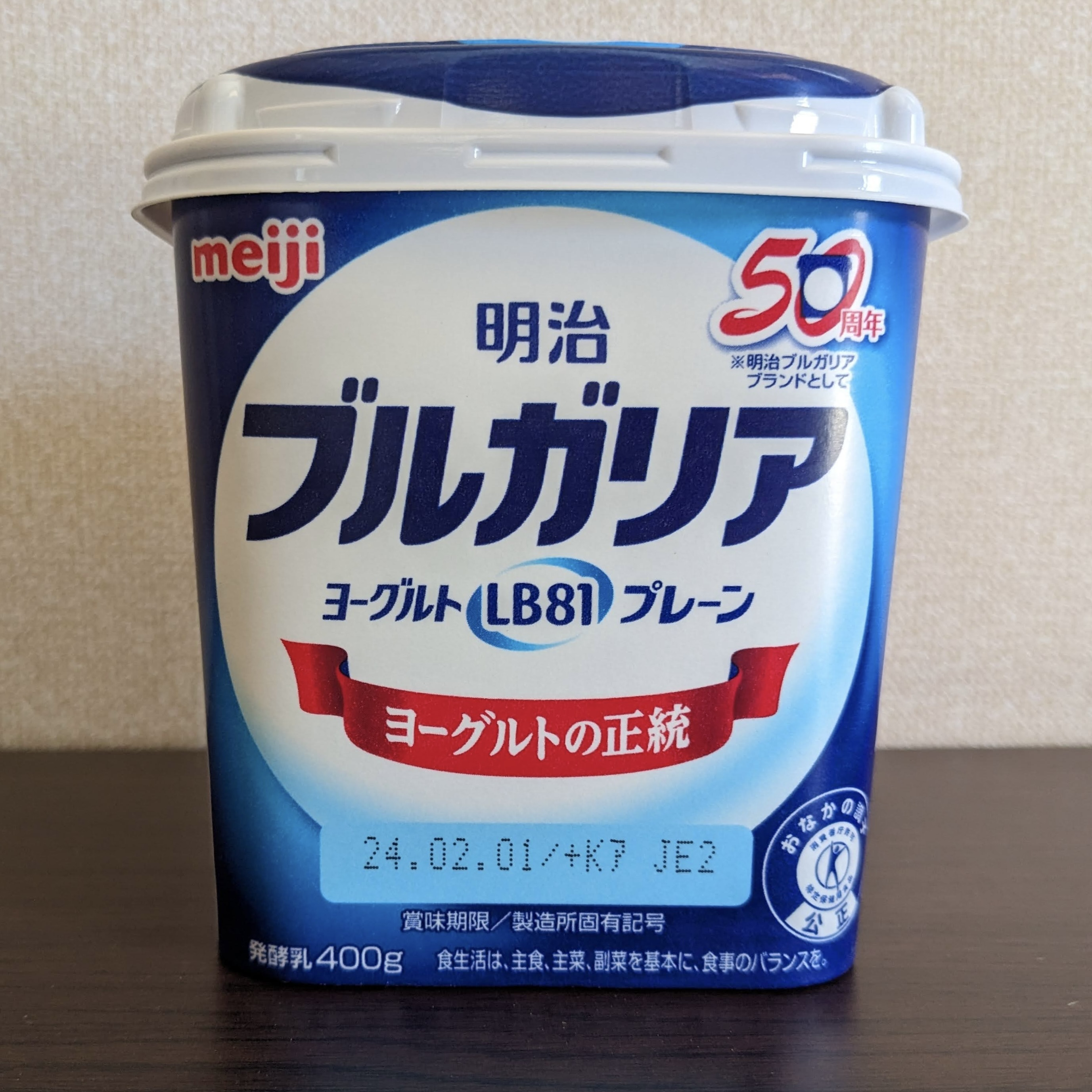
明治ブルガリアヨーグルト

明治ブルガリアヨーグルト（めいじブルガリアヨーグルト、ブルガリア語: Кисело мляко „Мейджи България“ / Кисело мляко на „Мейджи България“、英語: Meiji Bulgaria Yogurt）は、株式会社明治（旧・明治乳業）から発売されている、ヨーグルトのブランドのひとつであり、日本国内のヨーグルト市場の3割を占める国民的ブランドである。また、製法と商標がブルガリア政府に認定されている、正真正銘の「ブルガリアヨーグルト」である。

## 概要
1970年開催の大阪万博のブルガリア館で本場ブルガリアのヨーグルトが展示されたのを明治乳業幹部が試食し感銘を受けたのをきっかけに開発が始まる。ブルガリア館にてヨーグルトをポリ袋に入れてもらい研究所へ持ち帰り、またブルガリア現地へと何度も足を運びサンプルを元に試作を重ね製品化し「明治プレーンヨーグルト」として1971年3月に発売開始。日本で初めてのゼリー加工を施していないプレーンヨーグルトとなった。また当初からブルガリアを冠した商品名を検討していたが、発売時はブルガリア大使館から拒否されている。
乳酸菌はブルガリア以外で培養すると性質が変わってしまうため、定期的に輸入したものを使用している。また乳酸菌株をブルガリア国外に輸出するには政府の許可が必要で、その際の交渉過程で「ブルガリア」の国名を商品名に使用する事を1972年にブルガリア政府から正式に許可されており1973年12月に現在の「明治ブルガリアヨーグルト」の商品名に改名。駐日ブルガリア大使も「単なるイメージやブランド名としての『ブルガリア』ではない」と発言している。現在様々な種類のヨーグルトがラインナップされている。在日ブルガリア人からは、明治ブルガリアヨーグルトは、ブルガリアのヨーグルトよりも酸味が抑えめで甘いとの意見が出されている。
2012年4月からは「ブルガリアのむヨーグルト」の200ml入りと「ブルガリアヨーグルト脂肪0」で「フリースタイルシリーズ」を展開している。

## 歴史
- 1970年 - 大阪万博で当時の明治乳業社員が、ブルガリア館に出品されているヨーグルトを試食し、再現を目指す（従来の日本のヨーグルトは糖分と凝固剤で固めていた）。
- 1971年 - 日本初のプレーンヨーグルト「明治プレーンヨーグルト」発売。当初は商品名に「ブルガリア」の使用をブルガリア大使館から認められなかった。消費者から「腐敗している」「酸っぱい」とのクレームが多数あり売れなかったが開発は継続[4]。
- 1973年 -「明治ブルガリアヨーグルト」発売。ブルガリア政府との長い交渉の結果、国名を商品名に使用[4]。
- 1981年 - 容器の牛乳パックをやめ、取り出し保管しやすいオリジナルの容器を採用。青のブランドカラーは今に引き継がれる[6]。

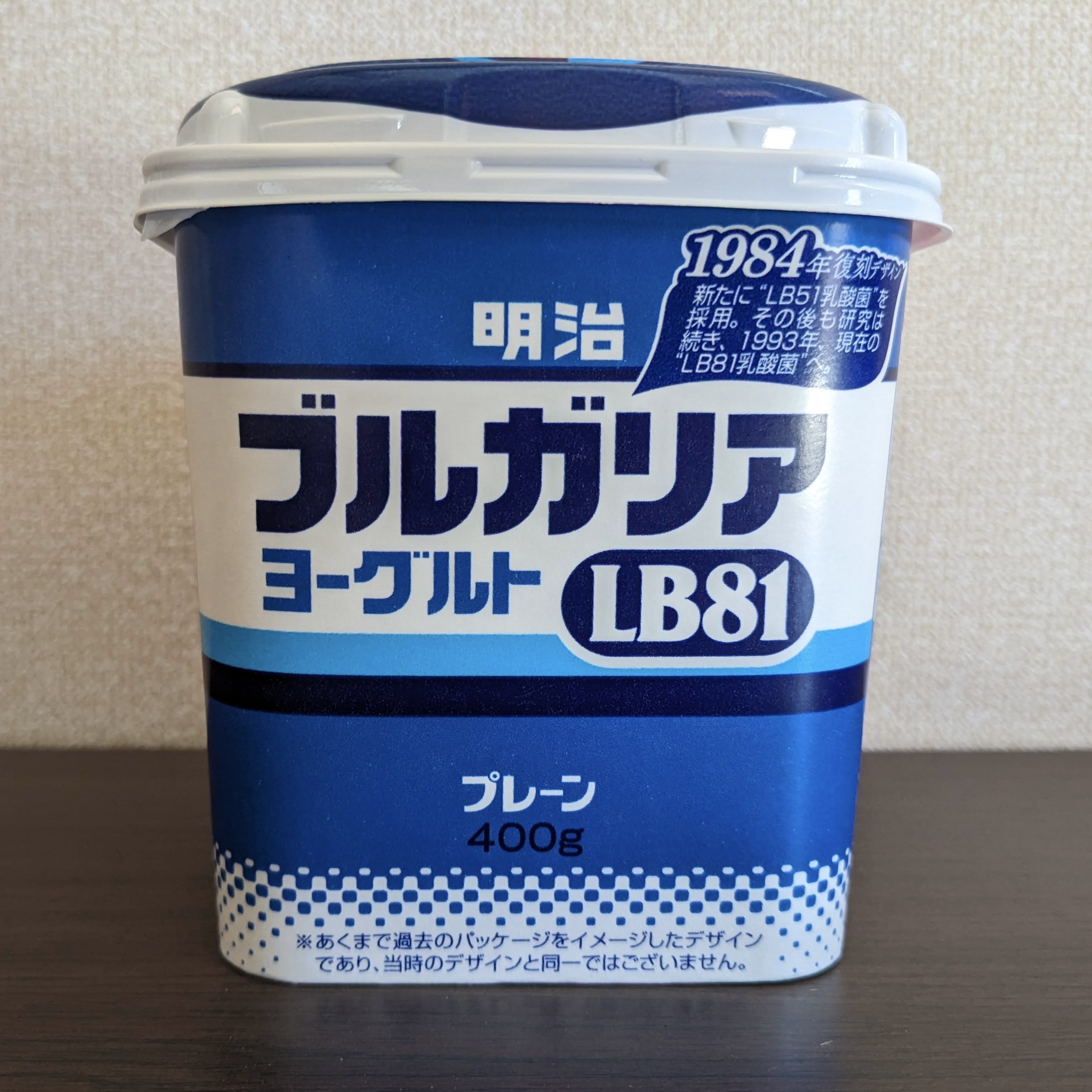
1984年当時のパッケージ

- 1984年 - ブルガリア菌、サルモフィルス菌に加えLB51乳酸菌を追加し健康志向を打ち出す。
- 1993年 - LB81乳酸菌を追加し、のちに特定保健用食品の表示許可（2000年）を受ける[7]。「LB」は乳酸菌を意味するLactic Acid Bacteriaの頭文字で、「81」は使用菌株であるブルガリア菌2038株とサーモフィラス菌1131株の末尾番号を組み合わせた名称。
- 2000年 - 「ヨーグルトの正統」を明記し、すでにあった正統派のイメージをさらに印象付ける。
- 2023年 -　発売開始50周年。またウォルト・ディズニー・カンパニー100周年を記念し、4月からコラボレーションパッケージを導入[8]。

## ラインナップ

### プレーンヨーグルト
明治ブルガリアヨーグルト LB81プレーン
日本で最も伝統のある正統派プレーンヨーグルト。なお、LB81は株のナンバーのこと。1971年の発売当初は商品名に「ブルガリア」を使用する許可が降りなかったため「明治プレーンヨーグルト」として発売されていた。パッケージは牛乳パックと同じ容器だった。プラスチック製の上蓋が付いた現在の容器になったのは1981年からである。1984年からLB51乳酸菌を配合。1993年よりLB81乳酸菌を配合。1996年、特定保健用食品許可取得。2014年、特許を取得した「まろやか丹念発酵技術」を導入。それに伴い砂糖の添付が廃止された。
明治ブルガリアヨーグルト LB81 ドマッシュノ
2004年発売。「明治おいしい牛乳」のナチュラルテイスト製法を応用して製造された濃厚プレーンヨーグルト。2008年販売終了。
明治ブルガリアヨーグルト LB81 そのままおいしい脂肪0プレーン
2012年10月発売。従来発売していた「脂肪0」と「そのままで」を統合した製品。独自の発酵製法「まろやか丹念発酵」と乳糖分解技術を組み合わせ、酸味を抑えたことで何も加えずそのまま食べられる脂質0g設計のプレーンヨーグルト。
明治ブルガリアヨーグルト LB81 なめらかクリーミープレーン生乳100
2012年10月発売。「明治おいしい牛乳」に用いられている「ナチュラルテイスト製法」と「脱酸素発酵」を組み合わせたことで、しっかりとした口当たりとなめらかな食感を実現した生乳100%使用のプレーンヨーグルト。
明治ブルガリアヨーグルト プレーン ソフトタイプ
砂糖不使用のプレーンヨーグルトを継続しやすくした小分け4個パック。

### ハードヨーグルト
明治ブルガリアヨーグルト LB81低糖
当社製品「明治北海道十勝ヨーグルト」に比べ、糖類を34%カットした低糖タイプ。朝食や間食に最適な180g入り。2010年12月に内容量を増量。
明治ブルガリアハネーヨーグルト LB81
宅配専用製品。ローヤルゼリーと牛乳比1.5倍のカルシウム入り。

### ソフトヨーグルト
明治ブルガリアヨーグルト脂肪0 ストロベリー低脂肪
明治ブルガリアヨーグルト脂肪0 ブルーベリー低脂肪
明治ブルガリアヨーグルト脂肪0 秋の果実ミックス
明治ブルガリアヨーグルト脂肪0 白桃
間食向けの大容量180g入りのフルーツ果肉入りヨーグルト。2012年4月に従来の低脂肪タイプから、脂質0gの脂肪ゼロタイプに刷新。同年8月に期間限定フレーバーの白桃を、同年9月に秋の果実ミックスを追加発売した。
明治ブルガリアヨーグルト ストロベリー
明治ブルガリアヨーグルト ブルーベリー
明治ブルガリアヨーグルト 白桃
明治ブルガリアヨーグルト アロエ
明治ブルガリアヨーグルト 8種のフルーツ
明治ブルガリアヨーグルト 葡萄
食べきりサイズのフルーツヨーグルトの小分け4個パック。2011年11月に「アロエ」と「8種のフルーツ」を追加発売。

### ドリンクヨーグルト
明治ブルガリアのむヨーグルト LB81プレーン【特定保健用食品】
おなかの調子を良好に保つ飲むヨーグルト。2012年4月に200ml入り（従来の220mlから内容量を変更）を改良。ストロー飲用時にふたを半開できる新型2Way容器を採用した。
明治ブルガリアのむヨーグルト プレーンLB81【特定保健用食品】
2010年9月発売。従来の飲みきりサイズのラインナップを見直し、容量と本数を増量（90ml×3本→100ml×4本）。併せて、特定保健用食品の認可も取得した。継続し易いように甘みを抑えた爽やかでやさしい味わいが特徴。
明治ブルガリアのむヨーグルト アロエ
2012年4月発売。アロエベラ葉肉エキス入りののむヨーグルト。継続しやすい100ml×4本のマルチパック。
明治ブルガリアのむヨーグルト ブルーベリー
2011年9月発売。ブルーベリー果汁をブレンドしたのむヨーグルト。継続しやすい100ml×4本のマルチパック。
明治ブルガリアCaのむヨーグルト【特定保健用食品】
コップ2杯で1日分のカルシウムが摂れ、おなかの調子を良好に保つ飲むヨーグルト。「ブルガリアのむヨーグルト LB81プレーン」に比べ、カロリー35%カット。
明治ブルガリアのむヨーグルト つぶつぶ果肉 ブルーベリーミックス
2012年4月発売。3種類のベリー（ブルーベリー・ストロベリー・ブラックベリー）果肉と2種類のベリー（アローニャ・ラズベリー）果汁を加え、しっかりとした果肉感が楽しめる飲むヨーグルト。ストロー飲用時にふたを半開できる新型2Way容器を採用したのみきりサイズ。
明治ブルガリアのむヨーグルト つぶつぶ果肉 ストロベリー
2012年5月発売。ストロベリーの果肉を加え、しっかりとした果肉感が楽しめる飲むヨーグルト。ストロー飲用時にふたを半開できる新型2Way容器を採用したのみきりサイズ。
明治ブルガリアのむヨーグルト ストロベリー
2012年9月発売。ヨーグルトと相性が良いストロベリー果汁をブレンドした爽やかな味わいの飲むヨーグルト。
明治ブルガリア活力すっきりのむヨーグルト
宅配専用製品。独自の機能性食品素材「Profec（プロフェック）」含有。
明治アクアブルガリア
清涼飲料水。